# Alan Bartlett Shepard mlajši
Alan Bartlett Shepard mlajši, ameriški pomorski častnik, admiral, vojaški pilot, preizkusni pilot in astronavt, * 18. november 1923, East Derry, New Hampshire, ZDA,  † 21. julij 1998, Monterey, Kalifornija, ZDA.
Shepard je bil:
- prvi Američan v vesolju,
- edini astronavt projekta Mercury, ki je hodil po Luni,
- edini astronavt, ki je postal milijonar še v času aktivne službe,
- edini človek, ki je igral golf na Luni,